# He Knows You're Alone
He Knows You're Alone è un film del 1980 diretto da Armand Mastroianni, con protagonisti Don Scardino e Caitlin O'Heaney. La pellicola, che vede l'esordio cinematografico dell'attore Tom Hanks, è inedita in Italia.

## Trama
Un maniaco scappato di manicomio, perseguita una ragazza che si deve sposare.